# فيروس بابوفي
الفيروس البابوفي (بالإنجليزية: Papovavirus)‏ هو جنس من عائلة الفيروسات البابوفية. الفيروسات البابوفية تضم جنسين فيروسات الأورام الحليمية و فيروسات تورامية
الفيروس البابوفي يمتلك جينوم 'ثنائي سلسلة الدنا' شكله عشروني الوجوه وليس لديه غلاف بروتيني دهني.
تتواجد عموما لدى الاٍنسان وأنواع أخرى، معظمها من الثدييات، في معظم الأحيان هناك واحد معروف يسبب الورم الحليمي البشري
- ملاحظة : هذه العائلة لم يتم استخدامها في التصنيف الأخيرة; كل جنس قد يعزى إلى عائلته، على التوالي، فيروسات الأورام الحليمية.